# Zachria flavicoma
Espèce
Zachria flavicoma est une espèce d'araignées aranéomorphes de la famille des Sparassidae.

## Distribution
Cette espèce est endémique d'Australie-Occidentale.

## Description
La carapace de la femelle décrite par Hirst en 1991 mesure 8,62 mm de long sur 6,95 mm et l'abdomen 18,0 mm de long sur 9,90 mm.

## Publication originale
- L. Koch, 1875 : Die Arachniden Australiens. Nürnberg, vol. 1, p. 577-740 (texte intégral).